# Szín-muballit
Szín-muballit (sumer dsu4.en-mu-ba-li2-iti) Babilon ötödik amorita városkirálya az I. babiloni dinasztiában, Apil-Szín fia, Hammurapi apja. Hammurapi feliratai alapján tizenkilenc évig uralkodott a középső kronológia szerint az i. e. 19. század vége felé. Saját korából származó, őt említő feliratos emléket nem ismerünk.
Szín-muballit alatt már megkezdődött Babilon erősödése, amely végül az Óbabiloni Birodalom kialakulásában csúcsosodott ki. Már nem csak Babilon városának királya volt, hanem több más városkirályságot meghódított. Uralkodásának második évében csatlakozott az I. Rím-Szín larszai királyt legyőző koalícióhoz. Rím-Szín a trónon maradt még 47 évig, később Szín-muballit fia, Hammurapi győzte le végleg. A győztes oldalon folytatott háború tekintélynövekedést hozott, amely után hódításokba kezdett. A legyőzött városok között volt Dilbat, Barszip, Kis és Szippar is, vagyis a Purattu (Eufrátesz) mentén fel- és lefelé is terjeszkedett. A Szippar és Babilon között fekvő Agade akkorra már nem volt jelentős település.
Amikor Jahdun-Lim kiirtotta Ila-kabkabi amorita törzsfő és Assur városkirálya családját, annak egyik fia, Samsi-Adad Babilonba menekült, később Szín-muballit támogatásával szerezte vissza befolyását Asszíria felett. Ez determinálta, hogy Hammurapi uralkodásának nagy részében nem került szembe az asszírokkal.
Szín-muballit uralkodásának 13. évében Larsza seregét visszaverte az évnevek tanúsága szerint. Utódja Hammurapi lett, aki erre a bázisra támaszkodva létrehozta az Óbabiloni Birodalmat.